# Virgen de los Dolores (Lanzarote)
Nuestra Señora de Los Dolores también conocida como Nuestra Señora de Los Volcanes, se trata de una imagen de la Virgen María, que se la venera en la localidad de Mancha Blanca (en el municipio de Tinajo), en la isla de Lanzarote de la cual es Patrona.

## Advocación de los Dolores
La Virgen de los Dolores frecuentemente aparece representada en el momento de La Piedad con su hijo Jesús fallecido sobre su regazo, tras el descendimiento, y otras veces con expresión de desconsuelo al pie de la Cruz, sosteniendo sedente la corona de espinas de su hijo. En ocasiones, se la representa con varias espadas que le traspasan el corazón.
Su imagen es procesionada durante la Semana Santa en numerosas localidades españolas, mientras que la patrona de Lanzarote procesiona no en Semana Santa, sino cada 15 de septiembre y 31 de julio.

## Historia de la Advocación de los Volcanes
Tal advocación tiene su origen en unos hechos misteriosos y milagrosos. En el año 1736, fecha de las  temibles erupciones volcánicas que muchas veces castigaron a las Islas Canarias, un franciscano, convoca al pueblo conejero para organizar una procesión con la imagen de la Virgen de los Dolores de Tinajo, cuyo motivo era dirigirse a las corrientes de lavas y magma. La procesión se situó justo en la Montaña de Guiguán y allí hicieron un voto de promesa, construir una ermita a la Virgen de Tinajo si se conseguía detener las tan temibles lavas. Un individuo, abrazado a una cruz de madera, se adelantó al magma y clavó la cruz. El río de lava llegó a los pies de la cruz, y se detuvo. Las promesas hechas a la Virgen, días después se olvidaron con la tranquilidad inesperada.
Cuenta la leyenda que una mujer enlutada, un día se acercó a una niña que cuidaba del rebaño de cabras, la saludó amablemente y le dijo:

"'Niña, ve y diles a tus padres que cumplan los vecinos la promesa de construir la ermita, pues de lo contrario correrá el volcán de nuevo."

La niña le contó esa extraña aparición a sus padres, pero éstos no la creyeron. Días más tarde, la niña vuelve a ver a la mujer vestida de negro que le dice la misma advertencia, pero ella le comunica que se niega a dar tal comunicado puesto que sus padres la habían reñido. Pero la mujer de luto, puso su mano sobre los hombros de la niña diciéndole:

"Ve, ahora te creerán."

Los padres de la niña se quedaron impresionados, sorprendidos de ver la mano, que mostraban los hombros de la niña. De inmediato, la niña fue llevada al templo matriz de Teguise para mostrarle todas y cada una de las imágenes de la Virgen María; la cual se quedó atónita al ver a la misma mujer que días atrás le había comunicado tantos recados.
A partir de ese momento todos los vecinos se afanaron por edificar la ermita, obra que tardó alrededor de 10 años de construcción. El milagroso acontecimiento corrió por toda la isla, y la devoción hacia la Virgen de los Dolores se incrementó en todos los ámbitos.
Los textos custodiados además manifiestan que, el 31 de julio de 1824, erupcionó el volcán de la Capellanía del Clérigo Duarte, entre Tao y Tiagua. Los vecinos programaron inesperadamente una procesión multitudinaria, llegando a las faldas de Tamia, todos las personas asistentes, imploraron a la Virgen que no permitiera que las tierras fueran desprotegidas y condenadas al desastre; momentos después, el volcán se apagó. Tras este nuevo milagro a la Virgen de los Dolores se la proclamó como Virgen de los Volcanes.

## Devoción

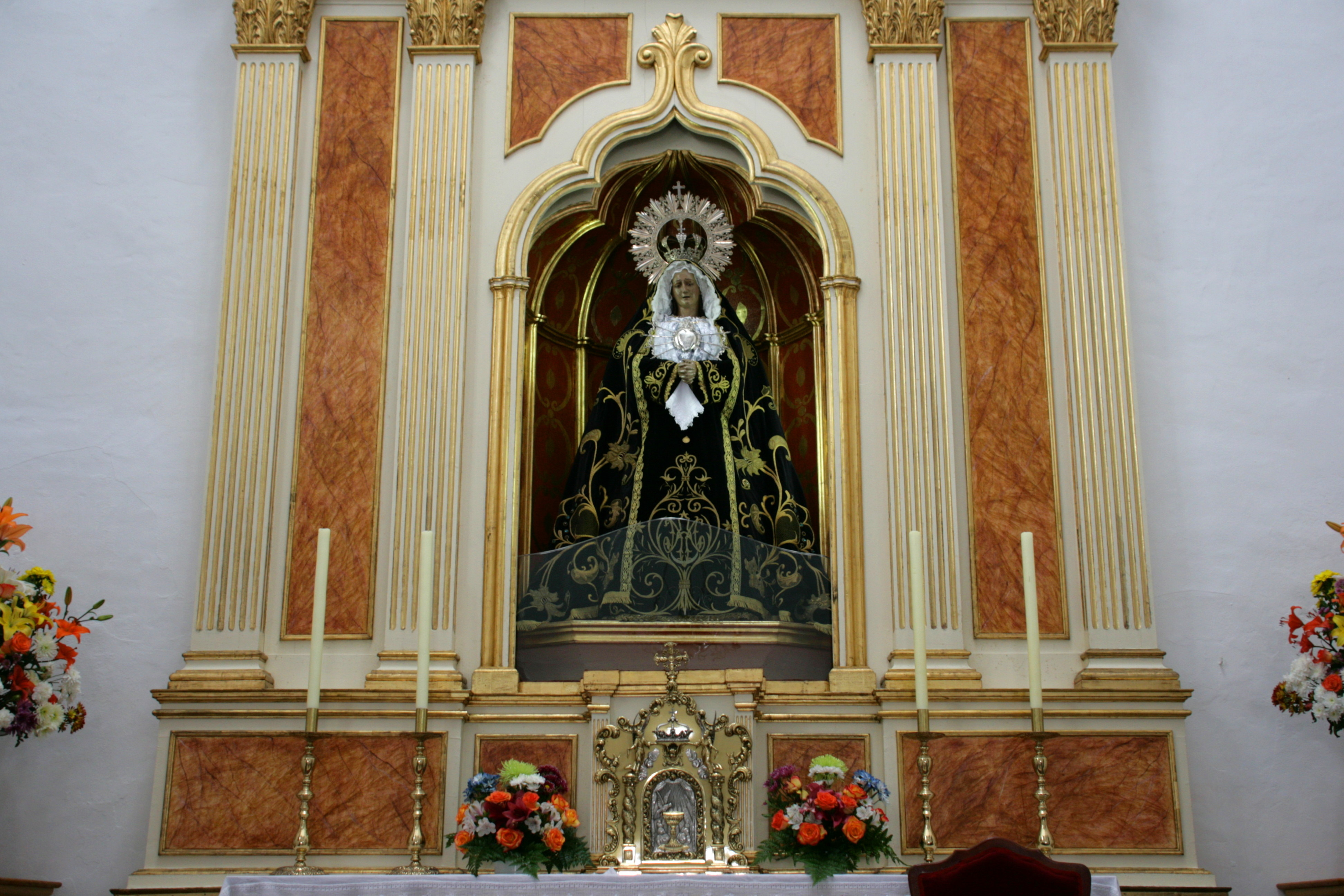
Imagen de la Virgen en su altar.

La devoción a la Santísima Virgen María en su advocación universal de Los Dolores, o la local de Los Volcanes, es la más difundida y practicada en toda la isla de Lanzarote. En los "Papeles de Teguise" que se conservan en el Archivo del Palacio Episcopal, se habla extensamente sobre ello, diciéndonos que "no hay parroquia, ni ermita, ni sala de ricos, ni casa de pobre donde no haya una imagen dolorosa". Que los viernes se le tributa culto especial. Que el lugar donde este culto se concentra es el Santuario de Nuestra Señora de los Volcanes, en Tinajo. Que allí se ofrecen todas las promesas, se concurre todos los viernes, se comulga, se entra de rodillas. Y se celebran dos fiestas al año: una el día de los Dolores, en septiembre; y la otra el 31 de julio, día que se extinguió el volcán que reventó el año 1824, por milagro de la Santísima Virgen, y que por ello se llama la Fiesta del Fuego.
Es a partir del milagro del fin de las erupciones volcánicas cuando la Virgen de los Dolores adquiere el patronazgo de la isla, aunque lo obtiene de manera popular y no oficial, pues la Virgen de las Nieves de la Villa de Teguise y San Marcial en Femés son los patronos oficiales de la isla.

## Fiesta del Fuego
El 31 de julio de 1824, al amanecer, entró en actividad el volcán de la capellanía del Clérigo Duarte, entre Tao y Tinajo, y los afectados sacaron en procesión a la Virgen de los Dolores, por Guiguán, hacia La Vegueta. Pero algunos vecinos de Tinajo quisieron detener el cortejo, aduciendo que se ponía en riesgo la Sagrada Imagen. Entonces, tres acaudalados señores de Tiagua se hicieron responsables y garantes con sus haciendas, por lo que la procesión prosiguió hasta las faldas de Tamía, siguiendo el camino viejo, entre Tiagua y Tao. Se colocó la Santa Imagen mirando al Volcán, mientras los fieles imploraban arrodillados.
Inesperadamente, el cráter dejó de vomitar lava, exhalando una espesa columna de humo, a la que sucedió un torrente de agua salada. Por ello, cada 31 de julio de recuerda solemnemente en Mancha Blanca este acontecimiento histórico.

## Romería de Los Dolores
La Romería de los Dolores se celebra habitualmente el sábado anterior al 15 de septiembre, la fiesta con mayor arraigo en la isla es la celebrada cada 15 de septiembre en honor a la Virgen de los Dolores, que a su vez es la fiesta principal que se celebra en honor de la Virgen, en la que destaca la solemne eucaristía y la posterior procesión de la Virgen. 
Por su parte, en la romería participan gentes venidas de toda Lanzarote y de otras islas, mayoritariamente ataviadas con los trajes típicos. Desde primera hora de la mañana, parten las procesiones de todos los pueblos de Lanzarote. Acompañados de productos típicos gastronómicos y de timples y guitarras para dinamizar la jornada, avanzan metro a metro hasta alcanzar la bella ermita de Los Dolores, en donde ofrendan los productos y flores traídos a la Virgen de los Volcanes que espera en la puerta de su santuario las ofrendas de sus devotos. Tras la romería estas ofrendas irán destinados a los más necesitados.

## La imagen de Nuestra Señora de Los Dolores
Cuando los vecinos de Tinajo, organizaron su primera procesión imploratoria, para librarse de las amenazas del volcán, no portaban ninguna imagen de la Virgen de los Dolores, sino un cuadro al óleo de la misma, que era de lo que disponían en la iglesia de San Roque, la futura parroquia.
En cuanto a la imagen actual, no se conoce su procedencia ni su autor, por la pérdida de los documentos. Se supone adquirida a finales del siglo XVIII, pues en inventario de dicha fecha se habla del "nicho para la imagen" que ha quedado oculto tras el retablo actual.
En cuanto al célebre cuadro que sirvió de estandarte para la famosa procesión a Mancha Blanca en el momento álgido de la erupción volcánica de los cráteres de las Quemadas, también tiene su historia. Según Agustín de la Hoz en 1872 doña María Rosa Valenciano le compra un cuadro nuevo al párroco de Tinajo a cambio del antiguo. Tal reliquia pasó a posesión privada hasta 1910 en que se descubrió en el domicilio de Esteban Velázquez y Juana Cabrera Feo. Dicha señora se resistió a su entrega mientras no se curase de una enfermedad. Pero luego tampoco quería devolverlo; mas una serie de adversidades familiares le hicieron ceder y cambiar de idea.

## Ermita de Los Dolores

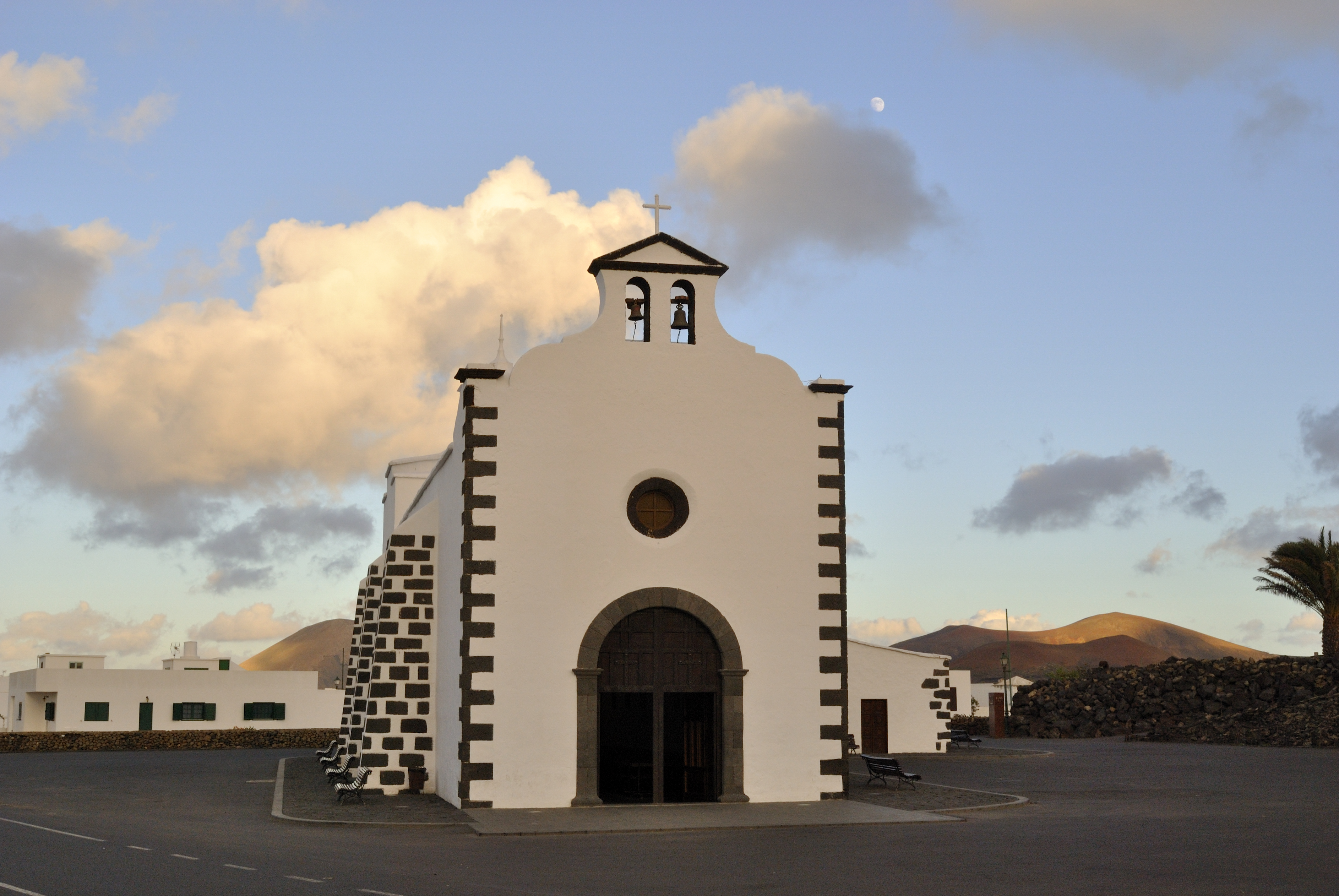
Ermita de Los Dolores en Mancha Blanca (Tinajo).

El Santuario de Mancha Blanca tiene, pues, sus orígenes en la promesa formulada colectivamente a la Virgen, en su advocación de los Dolores, en momentos de angustia por todos los vecinos de Tinajo; pero su cumplimiento se dilató en el tiempo y su ejecución se realizó medio siglo después, espoleado por una intervención providencial, con ecos de milagro. No existe una constancia precisa de fechas y costes de las obras.
En 1850, la Virgen de los Dolores y todos los objetos de valor de su ermita, fueron trasladados a la Parroquia de San Roque, la iglesia matriz de Tinajo. El motivo se debió al mal estado de la Ermita de los Dolores que amenazada derrumbe. A finales de 1861 (una vez concluidas las obras) se trajo la imagen en solemne y multitudinaria procesión desde la Iglesia de San Roque hasta su santuario, quedando abierto desde entonces al culto público. 
Se documenta otro traslado de la imagen a la Iglesia de San Roque en 1988. La causa fue la misma, se realizó otra restauración de la ermita por culpa del deterioro. El 18 de junio de ese año se trasladaron los objetos a la parroquia de Tinajo. Sobre la una del mediodía fue cuando sacaron la imagen de la Virgen y dos horas después se derrumbó la cúpula de la ermita, como si hubiera estado esperando a que se marcharse. Más tarde tras la restauración, la ermita se reabrió y la Patrona de Lanzarote regresó a su templo.

## Bajadas de la Virgen a Arrecife
Hasta la fecha, la imagen de la Virgen de los Dolores ha realizado tres bajadas a la capital lanzaroteña, Arrecife, las dos primeras en el siglo XX y la tercera en el siglo XXI. A diferencia de lo que ocurre en otras patronas insulares de Canarias (especialmente de las islas occidentales del archipiélago) los traslados de las patronas insulares de las dos islas más orientales (la Virgen de la Peña en Fuerteventura y la Virgen de los Dolores de Lanzarote) son apenas testimoniales. En el caso de la isla de Lanzarote esto se debe en parte al hecho de que la imagen mariana que históricamente era utilizada en las rogativas era la Virgen de las Nieves venerada en su ermita del macizo de Famara y que es la histórica patrona de la isla. Esta imagen era trasladada a su vez a la antigua capital de Lanzarote, Teguise, sobre todo en el siglo XVII.

### Bajada de 1939
La primera bajada de la imagen de la Virgen de los Dolores a Arrecife aconteció en agosto de 1939 como acción de gracias por la finalización de la Guerra civil española.
El domingo 13 de agosto de ese año por la mañana, la imagen de la Patrona de Lanzarote fue trasladada a la capital insular pasando antes por la Iglesia de San Roque de Tinajo, en donde hizo una parada, para continuar por Mozaga. Al llegar a la plaza de la Iglesia Matriz de San Ginés de Arrecife, tuvo lugar el encuentro entre las imágenes de 
San Ginés (patrono del municipio) y la imagen mariana, siendo colocadas ambas imágenes en el exterior del templo para comenzar un septenario. 
La imagen de Los Dolores permaneció una semana en la ciudad, siendo visitada por numerosos fieles llegados de toda la isla. El domingo 20 de agosto, a la una de la tarde salía de Arrecife la imagen de la Virgen, retornando a su santuario en Mancha Blanca antes de las seis.

### Bajada de 1965
Este acontecimiento tuvo lugar a propósito de la Cruzada del Rosario en Familia y el acto reunió en las calles de Arrecife, la capital de Lanzarote, a más de 25.000 personas. Esta fue la segunda vez en que la conocida como Virgen de los Volcanes salió del municipio de Tinajo.
La Virgen de los Dolores partió a las nueve de la mañana del domingo 19 de diciembre de 1965 de su ermita de Mancha Blanca rumbo a Arrecife. Durante la bajada, la imagen fue trasladada en una carroza en forma de volcán, haciendo honor a su nombre. La Virgen realizó el siguiente itinerario; La Vegueta, Tiagua, Tao, Mozaga y San Bartolomé. En este último pueblo se realizó una solemne misa en su honor, para después seguir el recorrido hasta Arrecife.
Sobre las cuatro y media de la tarde, la Virgen llegaba a la Avenida Marítima de Arrecife, lugar en dónde se celebró una gran concentración de bienvenida, en la cual cinco familias de diferentes clases sociales, llevaron los Misterios del Rosario. La ceremonia fue presidida por el Reverendo Padre Patrick Peyton. Tras la ceremonia de recibimiento, la Virgen de los Dolores se hospedó en la Iglesia Matriz de San Ginés, que es la parroquia matriz de la capital conejera. Durante su estancia de tres días en la parroquia matriz, la Virgen fue honrada con diversos actos religiosos y siendo visitada por cientos de fieles.
Finalmente, el viernes, día 22 de diciembre, tras una misa de despedida, la Patrona de Lanzarote se despidió de Arrecife e inició su camino de regreso a Mancha Blanca. Antes de entrar a su ermita, la Virgen de los Volcanes pasó previamente por el casco del pueblo de Tinajo, en donde la Virgen entró en la Iglesia de San Roque, parroquia matriz del municipio. Tras una solemne misa, la Virgen salió del pueblo de Tinajo hasta llegar a Mancha Blanca, tras lo cual, realizó la entrada triunfal a su santuario.

### Frustrada bajada del 2000
En el año 2000 y con motivo del Año Jubilar, se proyectó una bajada de la imagen de la Virgen a Arrecife y por primera vez a Teguise, la antigua capital de la isla. Sin embargo, se realizó una votación popular y el resultado fue negativo, frustrando cualquier intento de realizar una bajada en dicho año.

### Bajada de 2024
El 27 de mayo de 2024 se anunció oficialmente que la imagen de la Virgen de los Dolores bajaría a Arrecife del 30 de noviembre al 8 de diciembre de ese año, en conmemoración de los 225 años de la fundación del municipio de Arrecife y los dos siglos de las últimas erupciones volcánicas en la isla de Lanzarote. La imagen pasó por el pueblo de Tao, en donde se realizó un homenaje por los 200 años del fin de las erupciones volcánicas en esa zona y por la localidad de San Bartolomé.
La imagen fue recibida en la explanada del edificio del Cabildo de Lanzarote en Arrecife y se hospedó de nuevo en la Iglesia Matriz de San Ginés, saliendo este santo a recibirla junto al Puente de las Bolas en la avenida marítima de la ciudad. Durante su estancia en la ciudad, la Virgen visitó el Hospital Universitario Doctor José Molina Orosa y el Hospital Insular de Lanzarote. Esta es la tercera bajada de la Virgen a Arrecife en la historia, y la primera del siglo XXI y del tercer milenio del nacimiento de Cristo.

## Otras imágenes
- Existe una réplica de la Virgen de los Dolores de Lanzarote que es venerada en el Hogar Canario-Venezolano de Caracas junto a las patronas insulares del resto de las islas del archipiélago canario.